# Asuridoides osthelderi
Asuridoides osthelderi är en fjärilsart som beskrevs av Daniel 1951. Asuridoides osthelderi ingår i släktet Asuridoides och familjen björnspinnare. Inga underarter finns listade i Catalogue of Life.